# Savisalo (ö, lat 61,69, long 26,91)
Savisalo är en ö i Finland. Den ligger i sjön Puula och i kommunen Hirvensalmi i den ekonomiska regionen  S:t Michel och landskapet Södra Savolax, i den södra delen av landet, 200 km nordost om huvudstaden Helsingfors. Öns area är 63 hektar och dess största längd är 1,3 kilometer i sydväst-nordöstlig riktning.